# Corasoides australis
Corasoides australis is een spinnensoort in de taxonomische indeling van de Stiphidiidae.
Het dier behoort tot het geslacht Corasoides. De wetenschappelijke naam van de soort werd voor het eerst geldig gepubliceerd in 1929 door Arthur Gardiner Butler.